# Banca Popolare di Faenza
La Banca Popolare di Faenza è stata una banca italiana, fondata a Faenza dal Conte Annibale Ferniani, assieme ad altri soci il 17 novembre 1865; la prima sede fu aperta nel Palazzo Severoli di Faenza.
Terza banca popolare in Italia, dopo quelle di Lodi (1864) e di Bologna (aprile 1865), assorbì nel 1925 la Banca Popolare di Riolo Bagni e la relativa agenzia di Casola Valsenio, che divennero le prime filiali dell'Istituto. Proseguì l'attività fino al 1996, quando fu assorbita, tra i vari pretendenti, Cassa di Risparmio di Ravenna compresa, dalla Banca Antoniana di Padova e Rovigo, poi Antonveneta, in seguito a sua volta incorporata nel Monte dei Paschi di Siena nel 2007, con definitiva scomparsa da tutte le insegne del logo "Banca Popolare di Faenza).
Nel periodo di suo massimo splendore (anni ottanta - primi anni novanta) ebbe un centinaio di dipendenti, tra: Sede Centrale, 5 agenzie di città e filiali a: Castelbolognese, Forlì, Riolo Terme, Brisighella, Casola Valsenio, Fusignano, Russi, Bagnacavallo, Bologna. Gestiva il servizio di Esattoria/Tesoreria Comunale nei Comuni di: Faenza, Casola Valsenio e Riolo Terme. Negli anni settanta si dotò di un centro elettronico proprio, in seguito trasformato in S.p.A. autonoma col nome di "Popolare Informatica", per la gestione e l'elaborazione dei dati contabili, amministrativi e statistici. Nel 1980 vinse la gara d'appalto per la gestione della Tesoreria dell'U.S.L. 37 di Faenza, fino allora condotta dal Monte di Credito e Cassa di Risparmio di Faenza, che conservò per un decennio.
La Sede Centrale ultima fu in Piazza del Popolo a Faenza.

## Presidenti
- Giuseppe Montanari (1925-1930)
- Dott. Leone Conti (1931-1944)
- comm. Giuseppe Budellazzi (1945-1967)
- cav. Antonio Magnani (1968-1970)
- rag. Luigi Strocchi (1971)
- comm. Giuseppe Budellazzi (1972...)
- Prof. Giovanni Bazzocchi
- Prof. Luigi Montuschi

## Direttori generali
- rag. Cavalieri Enea (1925-1937)
- rag. Luigi Strocchi (1938-1962)
- dott. Vincenzo Bassi (1963-1972)
- Rag. Romildo Reggi (1973-1996)